# Yaguate
Yaguate es un municipio de San Cristóbal República Dominicana, que está situado en la provincia de San Cristóbal.

## Distritos municipales
Está formado por el distrito municipal de:
| Nombre  | Código   |
| ------- | -------- |
| Yaguate | 05210601 |